# Вульгаризм
Вульгари́зм (от лат. vulgaris — обыкновенный, простой, из vulgus «народ, народная масса; толпа») — термин традиционной стилистики для обозначения слов или оборотов, применяемых в просторечии, но не допускаемых стилистическим каноном в литературном языке.
Учение о вульгаризмах, связанное с учением о стилях речи, преломляет в нормативные предписания наблюдения над социально-диалектическим дроблением языка, над эмоциональным тоном слова как отражением классовой дифференциации и классового самосознания (см. Лексика). Так, для русского писателя-дворянина XVIII века слово «парень» является «отвратительным (вульгаризмом), так как оно напоминает ему о „неблагопристойных“ формах быта крестьянства» (Карамзин). Отсюда — особая эмоциональная значимость вульгаризма в литературном языке и борьба за вульгаризмы в истории литературных стилей.
Эпохи ломки художественного канона, обычно связанные с выдвижением в литературе новых общественных групп, часто характеризуются массовым вливанием вульгаризмов в литературный язык. Так поэты городского сословия средневековой Франции («Roman de la Rose») вводят в поэзию наименования частей тела, устранённые из куртуазных жанров; язык драм Sturm und Drang’а изобилует ругательствами (Hure и т. п.); французский романтизм нарушает языковый канон трагедии введением названий предметов обихода; современная русская поэзия пользуется оборотами и словами, бывшими ещё в начале текущего столетия исключительным достоянием «просторечия».